# Święta Pryska
Święta Pryska lub Pryska, męczennica rzymska, łac. Sancta Prisca; ur. w Rzymie, zm. w 2. połowie III wieku tamże) – Rzymianka, dziewica, męczennica, święta Kościoła katolickiego.
W tradycji katolickiej uważana jest za świętą, pomimo trudności z jednoznacznym ustaleniem jej tożsamości. Informacji dostarcza Passiones Tatianae et Priscae (jej i św. Tatiany), z którego wyodrębnione zostało życie św. Martyny.
Według Martyrologium Rzymskiego św. Pryska została poddana torturom i ścięta w połowie III wieku podczas prześladowań chrześcijan przez cesarza Klaudiusza II.
Jej wspomnienie liturgiczne obchodzone jest 18 stycznia.

## Legenda
Legenda z VIII wieku zaczęła utożsamiać ją z Pryską (Pryscyllą), żoną chrześcijanina Akwili żyjących w I wieku, wspomnianą w liście św. Pawła do Rzymian. Zgodnie z tymi tradycjami Pryscylla była uważana za pierwszą męczennicę pochodzącą z Zachodu. 